# Фридрих Лудвиг (Хоенлое-Ингелфинген-Йоринген)
Фридрих Лудвиг фон Хоенлое-Ингелфинген-Йоринген (на немски: Friedrich Ludwig zu Hohenlohe-Ingelfingen-Oehringen; * 31 януари 1746, Ингелфинген; † 15 февруари 1818, Славенциц, Горна Силезия) е между 1796 и 1806 г. княз на Хоенлое-Ингелфинген, от 1805 до 1806 г. 2. княз на Хоенлое-Йоринген и пруски генерал на инфантерията (1800). През 1804 г. той получава господствата Ландсберг и Кошентин.

## Биография
Той е син на княз Хайнрих Август фон Хоенлое-Ингелфинген (1715 – 1796) и съпругата му Вилхелмина Елеонора фон Хоенлое-Нойенщайн-Йоринген (1717 – 1794), дъщеря на княз Йохан Фридрих II фон Хоенлое-Йоринген (1764 – 1683) и ландграфиня Доротея София фон Хесен-Дармщат (1689 – 1723).
През Седемгодишната война Фридрих Лудвиг се бие в имперската войска против Прусия. На 31 октомври 1766 г. влиза като майор в пруската войска. От 1778 г. е полковник, а от 1786 г. генерал-майор. На 10 ноември 1795 г. той е първият почетен гражданин на Франкфурт на Майн. От август 1804 г. е губернатор на Ансбах и Байройт.
През 1805 г. Фридрих Лудвиг наследява графството Хоенлое-Йоринген от братовчед си княз Лудвиг Фридрих Карл I фон Хоенлое-Йоринген. През август 1806 г. той предава княжеската титла на синът си и се оттегля в именията си в Горна Силезия.

## Фамилия
Фридрих Лудвиг фон Хоенлое-Ингелфинген се жени през 1782 г. в Глайна до Кверфурт за графиня Амалия Луиза Мариана фон Хойм цу Дройсиг (* 6 октомври 1763 в Дройсиг; † 20 април 1840 в Мариенхоф, Мекленбург), дъщеря на граф Юлиус Гебхард фон Хойм (1721 – 1764). През 1799 г. те се развеждат. Те имат децата:
- Фридрих Август II Карл (1784 – 1853), 3. княз на Хоенлое-Йоринген, женен на 28 септември 1811 г. за херцогиня Луиза фон Вюртемберг (1789 – 1851)
- Аделхайд Шарлота Вилхелмина (1787 – 1858), омъжена на 9 юли 1812 г. за Георг Фридрих Мориц княз на Хоенлое-Кирхберг (1786 – 1836)
- Луиза София Емилия (1788 – 1859), омъжена на 26 юни 1810 г. за граф Албрехт фон Ербах-Фюрстенау (1787 – 1851)
- Вилхелм Лудвиг Едуард (1789 – 1790)
- Августа Шарлота Фридерика София Амалия (1793 – 1821), омъжена на 19 юли 1816 г. за ландграф Карл фон Хесен-Филипстал-Бархфелд (1784 – 1854)
- Лудвиг Карл (1794 – 1794)
- Адолф Карл (1797 – 1873), пруски министер-президент и генерал на кавалерията, женен на 19 април 1819 г. за принцеса Луиза фон Хоенлое-Лангенбург (1799 – 1881)
- Александер Лудвиг Карл Хайнрих (1798 – 1829)

Амалия Луиза Мариана фон Хойм се омъжва втори път за Кристиан Фридрих Август Бернхард Лудвиг фон дер Остен-фон Закен (1778 – 1861).